# Journal of Recreational Mathematics
Journal of Recreational Mathematics (рус. Журнал занимательной математики, употребительные сокращения: J. Recreat. Math., иногда: JRM) — американский журнал, посвящённый занимательной математике. Основан в 1968 году, закрыт в 2014 году (последним стал том 38, № 2). Выходил, за редким исключением, ежеквартально. Начальные тома (1—5) были изданы компанией Greenwood Publishing Group, далее изданием занималась Baywood Publishing Company.

## Постоянные рубрики
1. Оригиналы статей.
2. Рецензии на книги.
3. Числовые ребусы и их решения.
4. Математические проблемы и гипотезы.
5. Решения проблем и гипотез.
6. Список лиц, поставивших или решивших проблемы.

## Индексация
Журнал индексировался в:
- Academic Search Premier
- Book Review Index
- International Bibliography of Periodical Literature
- International Bibliography of Book Reviews
- Readers' Guide to Periodical Literature
- The Gale Group